# 麦肯娜·琼斯
麦肯娜·琼斯（Makenna Jones，1998年2月26日—），美国女子网球运动员。
截至2024年赛季结束，琼斯在ITF女子世界网球巡回赛有3个单打和14个双打冠军。她在大学时代表北卡罗来纳大学教堂山分校女子网球队打比赛。她赢得了2021年NCAA网球女子双打冠军。
她首次参加WTA巡回赛实在2021年硅谷网球精英赛，她收到了一张双打外卡，同一年她也收到了美国网球公开赛的双打外卡，这是她首次参加大满贯。在2023年迈阿密网球公开赛上她搭档斯隆·斯蒂芬斯获得双打外卡。
迄今为止她职业生涯获得的最高级别冠军是在2023年ITF博尼塔斯普林斯站（ITF女子100级别）上获得双打冠军。